# Protostyela longicauda
Protostyela longicauda är en sjöpungsart som beskrevs av Monniot, C, Vazquez och White 1995. Protostyela longicauda ingår i släktet Protostyela och familjen Styelidae. Inga underarter finns listade i Catalogue of Life.